# Hypoxis sobolifera
Hypoxis sobolifera är en enhjärtbladig växtart som beskrevs av Nikolaus Joseph von Jacquin. Hypoxis sobolifera ingår i släktet Hypoxis och familjen Hypoxidaceae. Inga underarter finns listade i Catalogue of Life.